# Coalmont (Tennessee)
Pour les articles homonymes, voir Coalmont.
Coalmont est une municipalité américaine située dans le comté de Grundy au Tennessee. Selon le recensement de 2010, Coalmont compte 841 habitants.

## Géographie
La municipalité s'étend sur 6,08 milles carrés (15,75 km2), dont 0,14 mille carré (0,36 km2) d'étendues d'eau.

## Histoire
Ce village minier est fondé sous le nom de Coal Dale (« le vallon du charbon »). Il est renommé Coalmont en 1903, lors de la création de son bureau de poste, et devient une municipalité quatre ans plus tard, en 1907.
Le Coalmont Bank Building, construit en 1921, est inscrit au Registre national des lieux historiques. Il sert aujourd'hui de mairie et de bibliothèque.